# Baikal-live
Baikal Live (читается как «байка́л ла́йв») («летний Baikal Live», «зимний Baikal Live») — арт-фестиваль, с 2010 года изначально проводимый только в конце лета на берегу Байкала около о. Ольхон три дня. А позже расширившийся до летней, зимней и мини-программы.
«Летний Baikal Live» является основным мероприятием и часто именуется «Baikal Live», проводится в форме туристического слёта, в условиях палаточного лагеря, а также размещением на турбазах посёлка Сахюрта в последние выходные августа каждого года.
С 2012 года в конце зимы проводится «зимний Baikal Live» первый день в Листвянке, второй день в Иркутске.

## История
Предыстория фестиваля начинается летом 2007 года, когда по инициативе Александра Жилинского (Иркутск) в бухте Итэрхей Малого Моря собрались барды. Большая часть авторов являлась участниками творческой студии «Полнолуние».Данное мероприятие получило название «Бард нон-стоп „Живи, Байкал!“» и первое время представляло собой скорее встречу единомышленников-музыкантов и их поклонников. Мероприятие стало ежегодным и постепенно увеличивало состав участников и зрителей.
В 2010 году организаторы сменили название на современное, а сам фестиваль расширил репертуар за счёт включения в программу этнической музыки, фолка, джаза, рок-н-ролла и прочей не «тяжёлой» музыки. Место проведения было перенесено недалеко от предыдущего: в посёлок Сахюрта Ольхонского района, также были определены постоянные временные рамки проведения — последние выходные августа (с пятницы по воскресенье). Кроме того, фестиваль начал проходить одновременно на 3 сценах и помимо музыкальной программы стал включать в себя поэтический блок и мастер-классы творческой и личностно развивающей направленности, а также ярмарку рукоделий местных авторов.
С 2011 года выездная часть фестиваля стала дополняться концертами хэдлайнеров в Иркутске.
C 2012 года помимо летнего фестиваля в последние выходные зимы (суббота и воскресенье) стал проводиться зимний Baikal Live. В 2012 и 2013 г.г. году зимний фестиваль проходил в Иркутске, начиная с 2014 года он также приобрёл выездной характер и переместился в посёлок Листвянка Иркутского района с сохранением концертов хэдлайнеров в Иркутске.
С 2014 года выездная часть летнего фестиваля дополнилась детской программой.
По информации организаторов выездные части летних фестивалей в 2014, 2015 и 2016 г.г. собрали около 1000 зрителей.
12 июня 2021 года на набережной Иркутска был проведён «мини Baikal Live» с цель популяризации фестиваля, на котором выступили Роман Стрельченко, Александр Ощепков, Юрий Шер, Олег Медведев, Полина Романова, Александр Жилинский.

## Персоналии
В разные годы хэдлайнерами фестиваля были:
- Ольга Арефьева и группа «Ковчег»,
- Олег Медведев,
- Павел Фахртдинов,
- Михаил Башаков,
- Андрей Козловский,
- этнодуэт «Sandal»,
- Сергей Калугин и группа «Оргия Праведников»,
- Анна «Шмендра» Ширяева (Новосибирск),
- Александр Щербина,
- Екатерина Болдырева,
- Константин Арбенин,
- группа «Белый острог»,
- Александр Родовский (Москва),
- Алексей Костюшкин (Новосибирск),
- лидер группы «НедРа» Алексей Вдовин (Москва),
- группа «Аудиогрибы» (Москва),
- группа «Моя дорогая» (Омск),
- Василий Уриевский,
- Алексей Ширяев (Новосибирск),
- Группа «Медвежий угол» (Казань),
- Роман Филиппов (Москва),
- Настя Жук (Москва)
- группа «Лёгкие» (Москва),
- группа «Ключевое слово» (Москва),
- Павел Пиковский (Москва).
- проект «ХБ» (Москва).[11][12][13][14]

Неоднократными участниками фестиваля являлись следующие коллективы и исполнители: «Верба», «Ветер Осени», «Джинсы Клёш», группа «Лебеда», дуэт «Мимино», «Неизвестный Исполнитель», «Ривьера», «Роковая пристань», «Фэйбл», «Чайковский и Трубы Мира», творческое объединение «Чёт-Нечёт», студия этнической перкуссии «Этнобит», «Эхо-project», «D-force», «Happy Juzz», школа этнических барабанов «Jam-Бей», «Lavatera», группа «Shono», Екатерина Барановская, Артём Довгополый, Екатерина Дьякова, Софья Зеленкова, Андрей Карташов, Владимир Крымов, Влада Миронова, Наталья Мявча, Дмитрий Нартов, Светлана Нартова, Александр Ощепков, Никита Панов, Роман Стрельченко, Дарья Широкова (все из Иркутска), «Бриллианты Зыкиной», Юрий Шер (Ангарск), Вадим Малеванов, группа «Галия» (Красноярск), Ренат Баязитов (остров Ольхон), Вячеслав Нольфин (посёлок Утулик Иркутской области), группы «Хама-Угы» (Улан-Удэ).
По состоянию на 2018 год организаторы фестиваля: Александр Жилинский, Юрий Герасимов, Тамара Готовская, Екатерина Барановская, Анастасия Героева, Вера Чаузова, Наталья Мявча, Татьяна Макухина и Владимир Дегтярёв (все из Иркутска).

## Фотографии

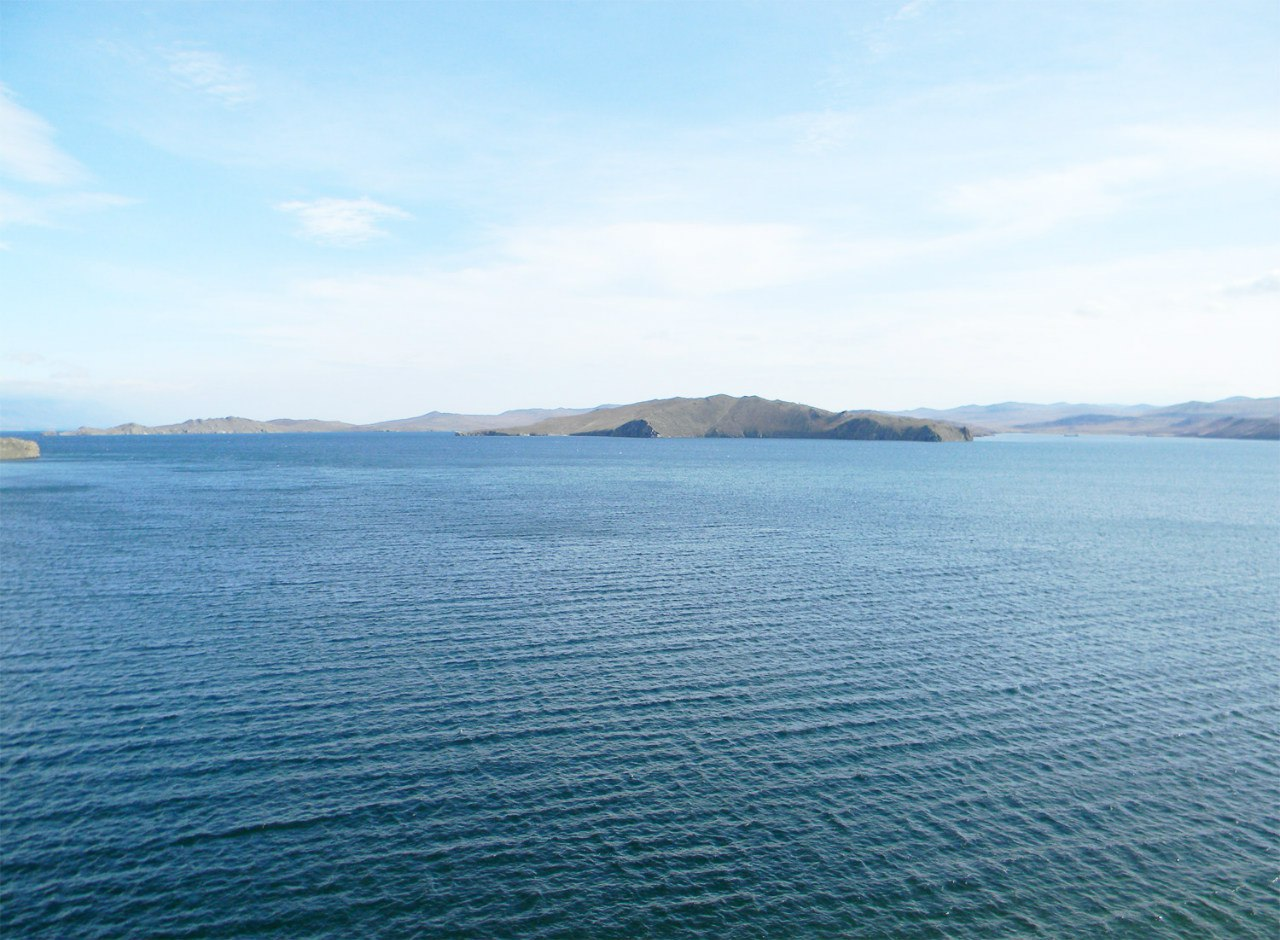
Вид на пролив «Ольхонские ворота» с места проведения летнего фестиваля.
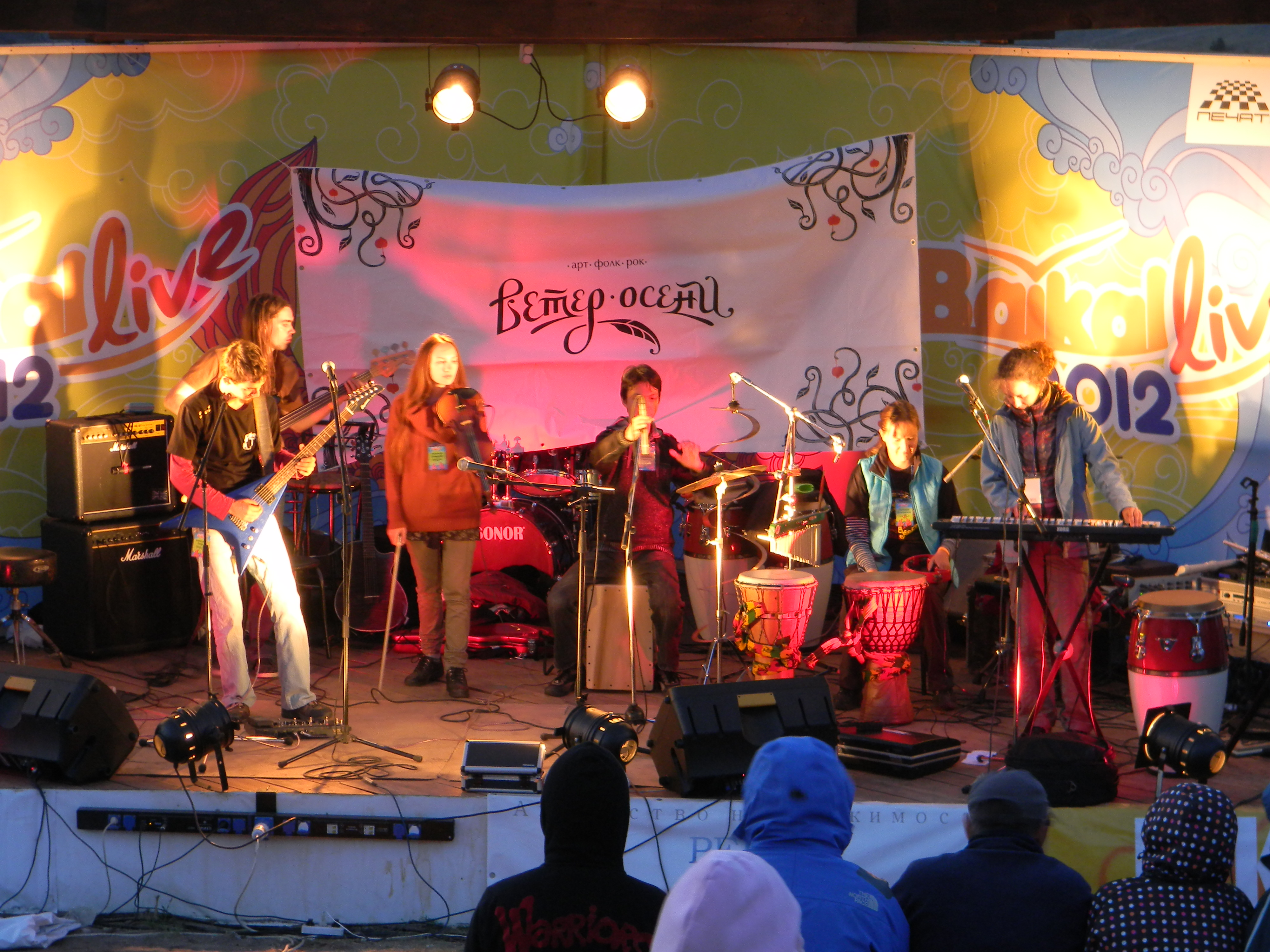
Группа «Ветер Осени» (г. Иркутск) на сцене летнего фестиваля.
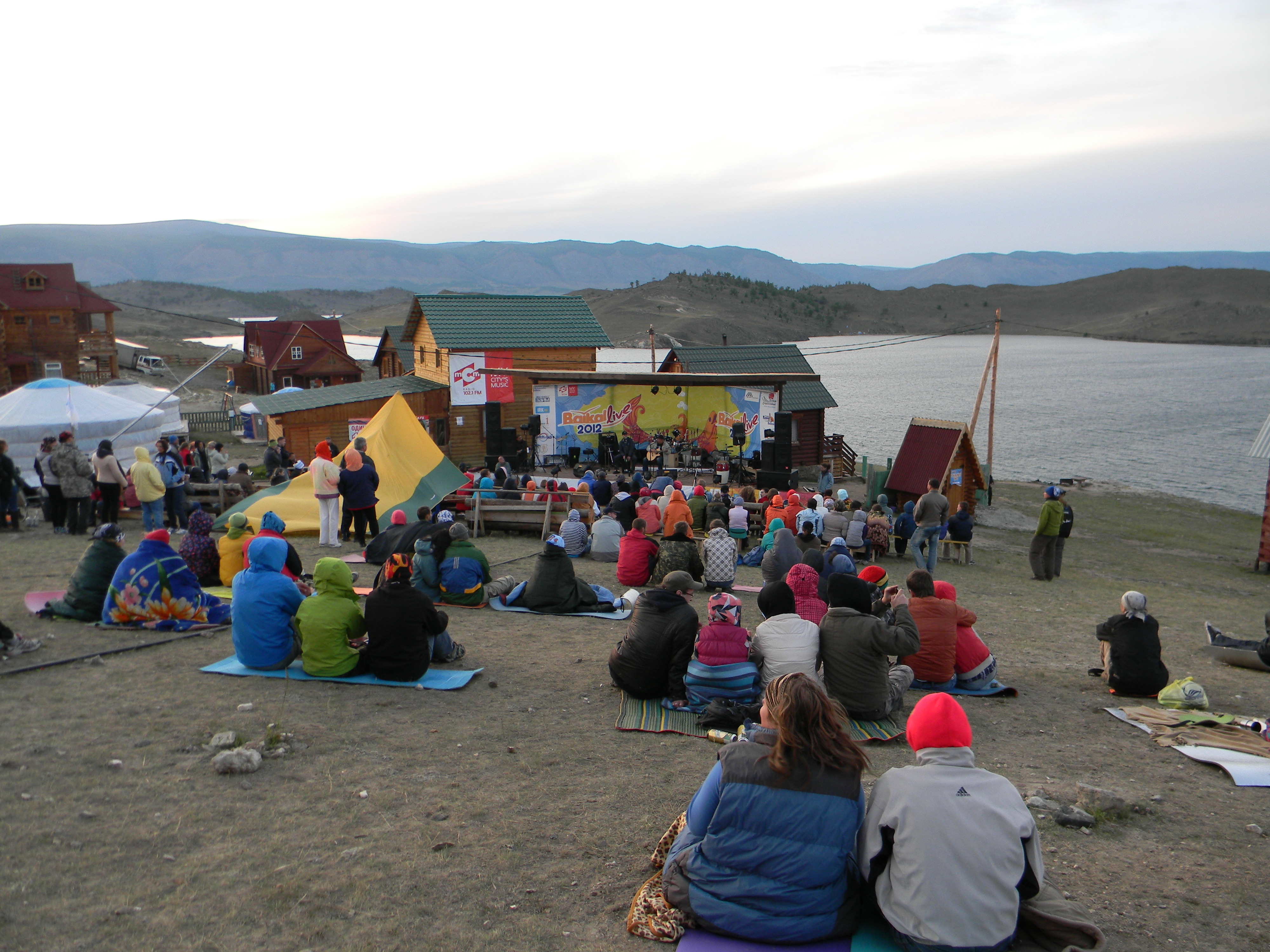
Вид на основную площадку летнего фестиваля.
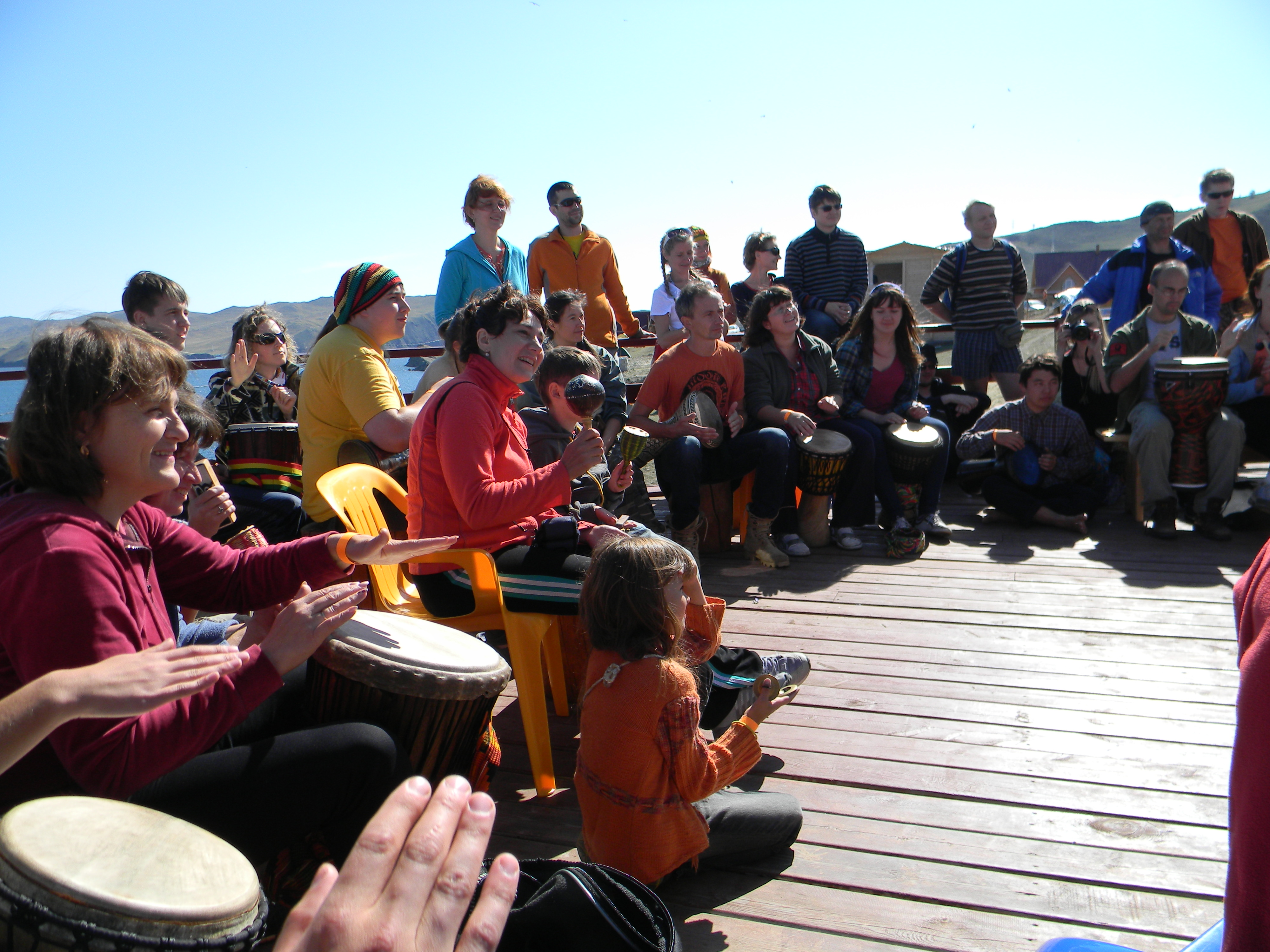
Мастер-класс на летнем фестивале.
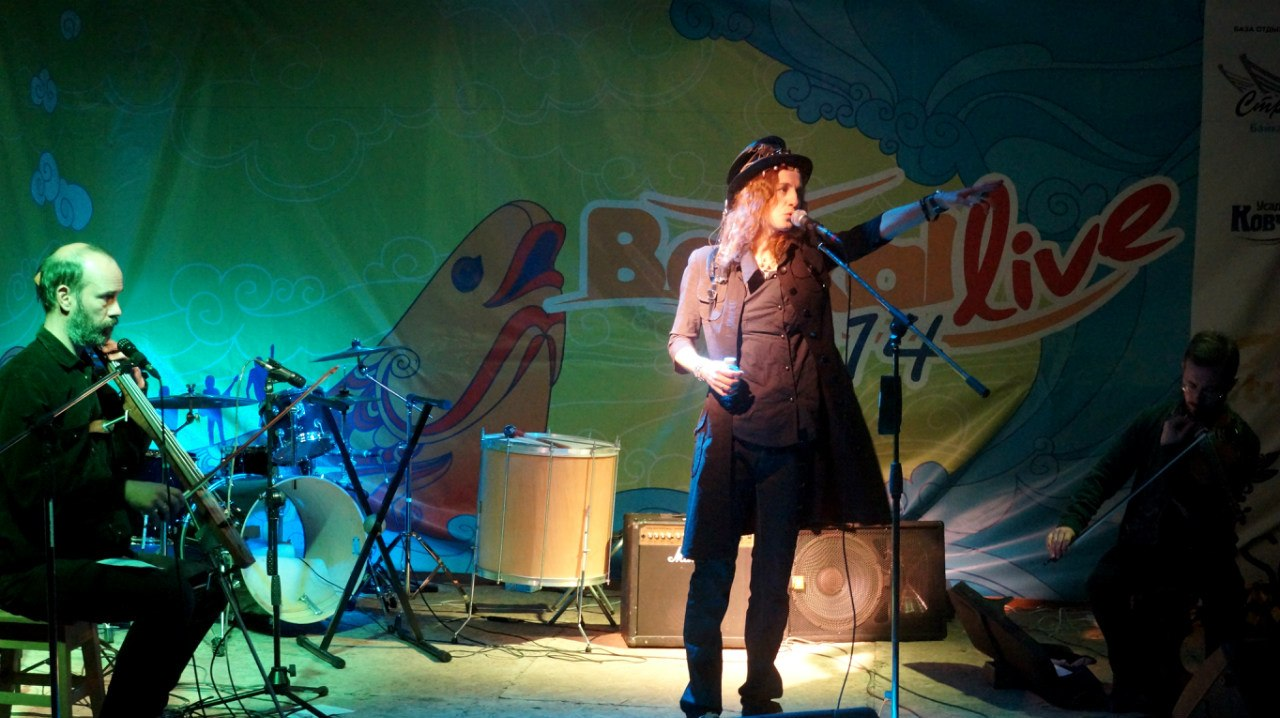
Ольга Арефьева на главной сцене фестиваля
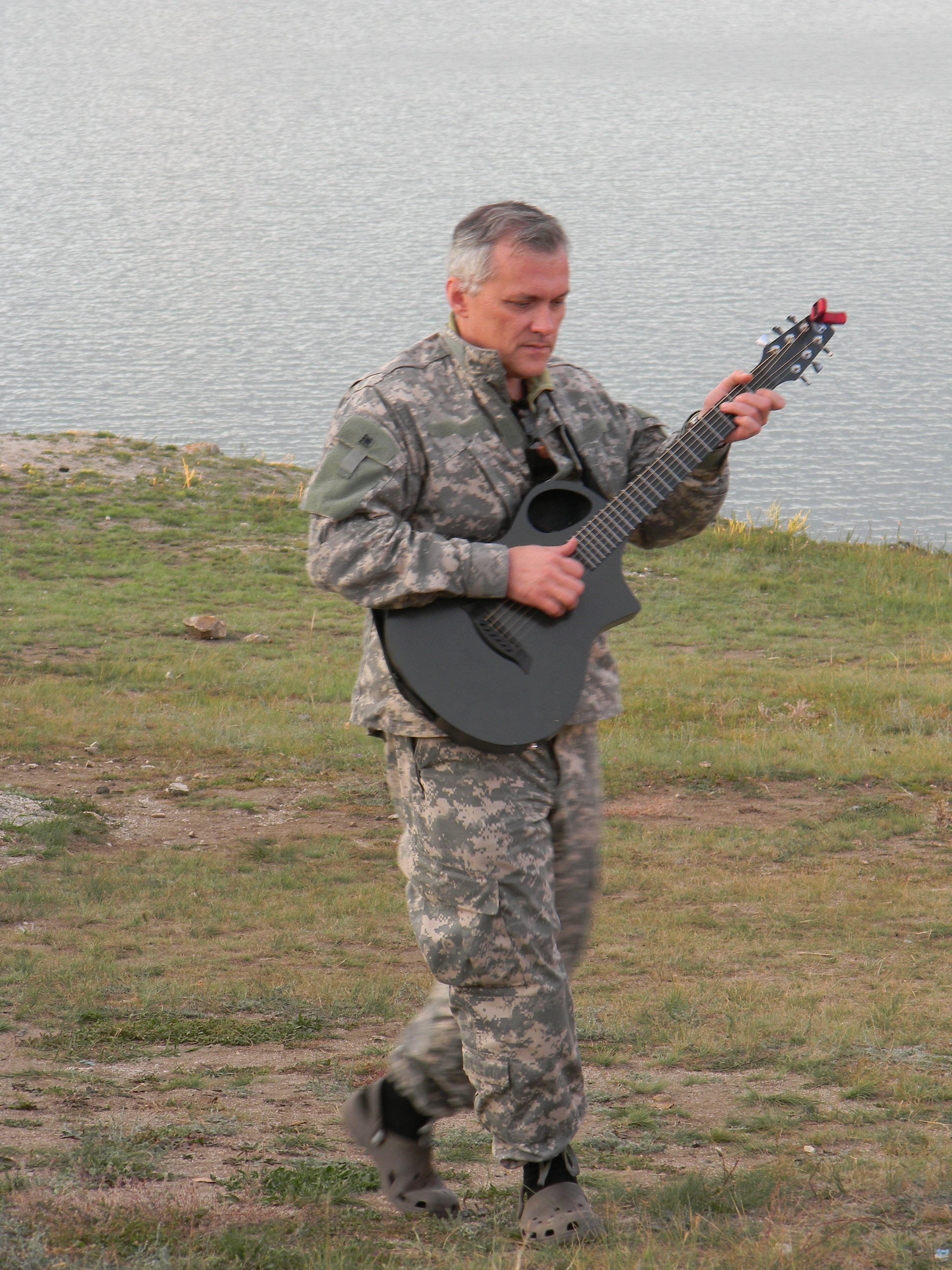
Олег Медведев на летнем фестивале.

## Символика

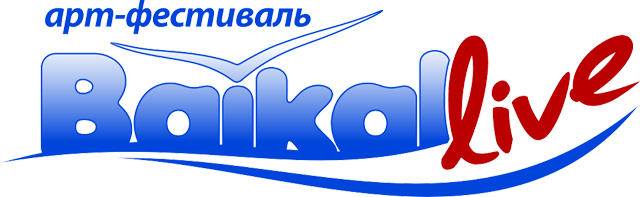
Первая версия логотипа фестиваля.

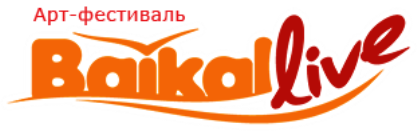
Текущая версия логотипа «Baikal-live»